# Serra de Montgosso
La Serra de Montgosso és una serra situada al municipi d'Alt Àneu a la comarca del Pallars Sobirà, amb una elevació màxima de 2.627 metres.